# Staré Místo
Staré Místo (en allemand : Altenstatt) est une commune du district de Jičín, dans la région de Hradec Králové, en République tchèque. Sa population s'élevait à 316 habitants en 2022.

## Géographie
Staré Místo se trouve à 4 km au sud de Jičín, à 41 km à l'ouest-nord-ouest de Hradec Králové et à 75 km à l’est-nord-est de Prague.
La commune est limitée par Podhradí au nord, par Jičín et Vitiněves à l'est, par Nemyčeves au sud-est, par Jičíněves au sud, et par Kostelec et Veliš à l'ouest.

## Histoire
La première mention écrite de la localité date de 1327.

## Transports
Par la route, Staré Místo se trouve à 4,5 km de Jičín, à 50 km de Hradec Králové et à 97 km de Prague. 